# Hiarbas van Numidië
Hiarbas van Numidië (Oudgrieks: Ἱάρβας, - 81 v.Chr.) was koning van Numidië. In de burgeroorlog van Marius en Sulla koos hij de partij van Gaius Marius. Hij zou na de dood van Marius diens partij onder leiding van Gnaius Domitius Ahenobarbus in Africa blijven steunen. Hij was vermoedelijk door Domitius zelf op de troon gezet in plaats van Hiëmpsal II van Numidië. Hij werd echter door Pompeius tot de overgave genoodzaakt en ter dood gebracht (81 v.Chr.).

## Antieke bronnen
- Plutarchus, Pompeius 12.
- Livius, Epitome LXXXIX.
- Orosius, V 21.
- Eutropius, V 9.